# Pasquale Busca
Pasquale Busca (ur. 16 października 1948 w Melilli) – włoski chodziarz.
Specjalizował się w chodzie na 20 kilometrów. Zajął w tej konkurencji 12. miejsce na igrzyskach olimpijskich w 1968 w Meksyku. Na mistrzostwach Europy w 1969 w Atenach  i na mistrzostwach Europy w 1971 w Helsinkach zajął 10. miejsce na tym dystansie.
Zwyciężył w chodzie na 20 kilometrów na igrzyskach śródziemnomorskich w 1971 w Izmirze.
Trzykrotnie brał udział w zawodach pucharu świata, zawsze w chodzie na 20 kilometrów, zajmując następujące miejsca: 1967 w Bad Saarow – 15. miejsce, 1970 w Eschborn – 12. miejsce i 1973 w Lugano – 9. miejsce.
Był mistrzem Włoch w chodzie na 20 kilometrów w 1971.